# Municipi de Highland (comtat d'Oakland, Michigan)
El municipi de Highland (anglès: Highland Township / Charter Township of Highland) és un municipi de la carta (charter township) del comtat d'Oakland de l'estat estatunidenc de Michigan. Segons el cens del 2010, la seva població era de 19.202 habitants.

## Comunitats
El municipi no té cap poble incorporat i té sis comunitats no incorporades:
- Clyde es troba a Milford i Clyde Roads (42° 40′ 51″ N, 83° 37′ 05″ O / 42.68083°N,83.61806°O Elevació: 315 m.[2] Clyde va tenir una oficina de correus del 2 de maig de 1872 al 22 de febrer de 1968.[3] La comunitat també tenia una estació de ferrocarril.[4] Clyde fou classificat el 1875.[5]
- East Highland es troba a Duck Lake i Highland Roads (42° 39′ 18″ N, 83° 34′ 18″ O / 42.65500°N,83.57167°O Elevació: 320 m.[6]
- Hickory Ridge es troba a Hickory Ridge i Clyde Roads (42° 40′ 47″ N, 83° 39′ 54″ O / 42.67972°N,83.66500°O Elevació: 339 m.[7]
- Highland es troba al llarg de Livingston Road entre Highland i Eleanor Roads (Punt occidental:42° 38′ 15″ N, 83° 37′ 48″ O / 42.63750°N,83.63000°O Punt oriental: 42° 38′ 17″ N, 83° 37′ 02″ O / 42.63806°N,83.61722°O Elevació: 309 m.[8]
- Seven Harbors es troba a Duck Lake Road entre White Lake i Wardlow Roads (42° 40′ 19″ N, 83° 34′ 20″ O / 42.67194°N,83.57222°O Elevació: 314 m.[9]
- West Highland es troba a Hickory Ridge i Highland Roads (42° 38′ 10″ N, 83° 39′ 44″ O / 42.63611°N,83.66222°O Elevació: 309 m.[10]